# رن
رن (به فرانسوی: Rennes) مرکز ناحیه بروتانی در فرانسه است.
این شهر به خطوط راه‌آهن فرانسه متصل است. همچنین یکی از بزرگترین شهرهای این ناحیه به‌شمار می‌رود. این شهر در غرب کشور فرانسه و در شرق ایالت بروتانی واقع شده‌است و مهم‌ترین باشگاه آن نیز تیم رن فرانسه است. روزنامهٔ پرتیراژ اوئست فرانس در این شهر به چاپ می‌رسد.

## مترو
متروی رن در سال ۲۰۰۲ تأسیس شده و هم‌اکنون دارای ۱ خط و ۱۵ ایستگاه می‌باشد و جنوب رن را به شمال این شهر متصل میکند. 
همچنین خط ۲ مترو رن ۲۰ سپتامبر ۲۰۲۲ مصادف با ۲۰ سالگی افتتاح خط یک بازگشایی شد و این خط غرب رن را به شرق رن متصل میکند.

## نگارخانه

کاخ سنت جورج
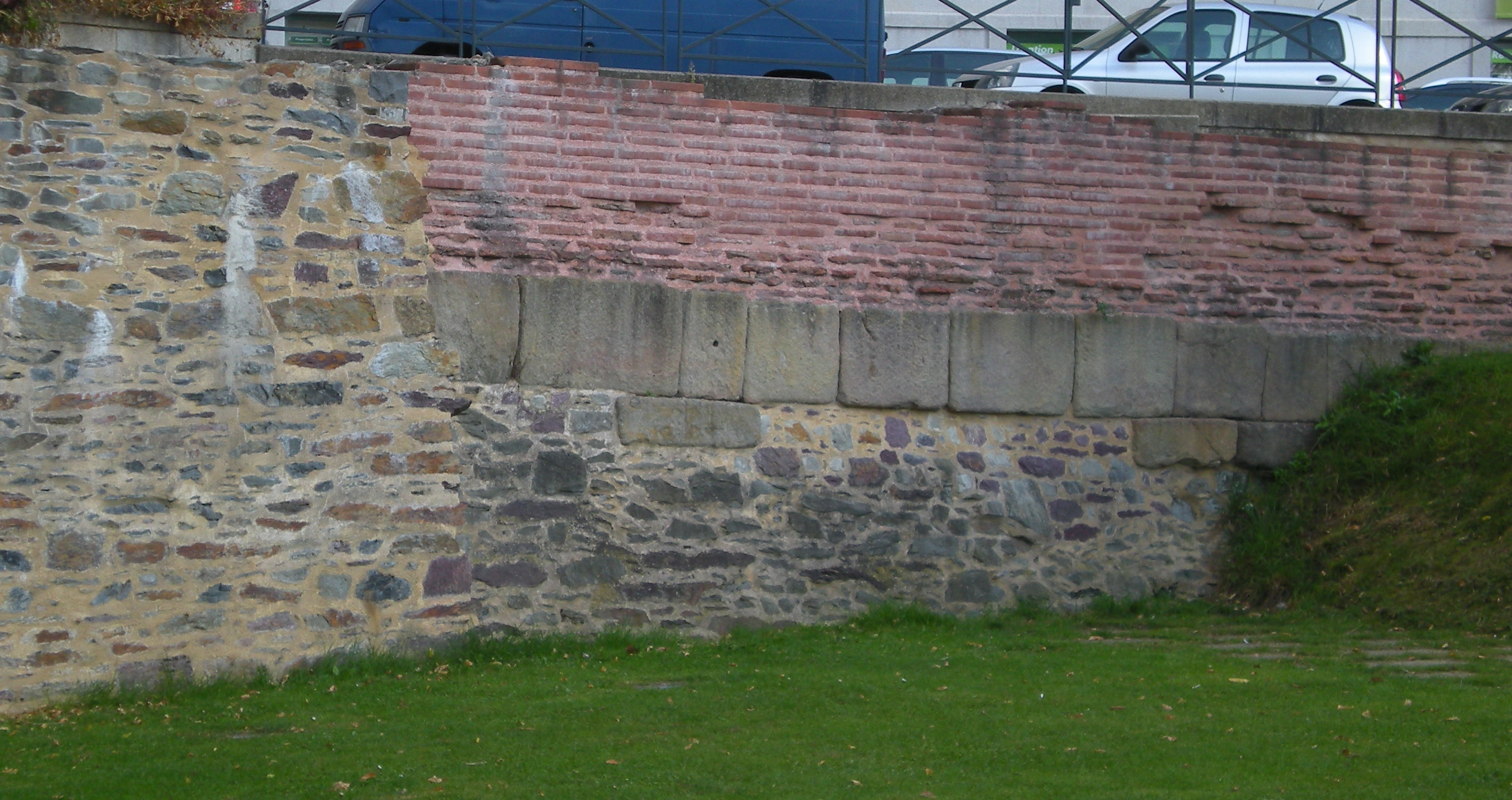